# Castillo de Maya
El castillo de Maya (en euskera, Amaiurko gaztelua) fue un castillo localizado en el monte Gaztelua de la localidad homónima en el valle de Baztán. Con origen en el siglo XII, se amplió entre los siglos XIII y XV. Era propiedad de los reyes de Navarra que nombraban al alcaide y financiaban su mantenimiento. Tras la conquista de Navarra en 1512 fue reforzado por las autoridades castellanas, dado su valor estratégico por su proximidad con la Navarra de Ultrapuertos donde residían los reyes de Navarra en el exilio. 
El 18 de octubre de 1521 fue recuperado por las tropas franco-navarras por los agramonteses que se mantenían fieles a sus soberanos, y tras un asedio, capitularon en julio del año siguiente ante el virrey de Navarra nombrado por Castilla que comandaba una tropa mayoritariamente beaumontesa.
Con la caída del castillo de Maya finalizaron las acciones destinadas a recuperar Navarra por parte de sus reyes en el exilio. Este hecho histórico se ha transformado, particularmente desde 1921, en símbolo político para nacionalistas e independentistas vasco-navarros.

## La fortaleza
Las primeras referencias a la existencia de una castillo se remontan al siglo XII, correspondiente a la dinastía Jimena.
A lo largo de los siglos XIII y XIV se construyó la torre del homenaje y una muralla exterior reforzada por cinco torres adosadas de planta semicircular. La puerta de acceso, orientada al este, se protegía con un puente levadizo.
En torno al siglo XV se construyó un segundo cinturón amurallado, de menor altura que el anterior, que a su vez estaba protegido por cuatro torres adosadas. La puerta de acceso, emplazada en el muro sur, carecía de puente levadizo.
Tras la conquista de Navarra por las tropas castellanas apoyadas por el bando beamontés en 1512, aumentó su valor estratégico, al situarse en la frontera con Francia (Lapurdi) y con la Baja Navarra, donde residían los reyes de Navarra. Por este motivo entre 1512 y 1522 el castillo medieval  fue transformado en fortaleza gracias a la construcción al norte y al sur de sendos cubos esquineros exteriores para la defensa con artillería. En este mismo tiempo se construyó una nueva cisterna.
A comienzos del siglo XVII seguía siendo un emplazamiento de alto valor estratégico a causa de su posición fronteriza entre los reinos de España y Francia, por este motivo se proyectó un conjunto fortificado de planta pentagonal de acuerdo con la poliorcética de aquella época. Con este fin, en 1637 se empezó a construir un baluarte en el extremo noreste, aunque al cabo de tres años se abandonaron los trabajos al perder conflictividad la frontera.
Las excavaciones arqueológicas y la consolidación de los restos fueron realizadas por la Sociedad de Ciencias Aranzadi con la ayuda de los amaiurtarras durante las campañas 2006-2008.

## El asedio (1522)
La importancia de este lugar radica en la resistencia opuesta desde octubre de 1521 hasta julio de 1522 por los navarros partidarios del rey Enrique II de Navarra durante el último intento de reconquista del reino por parte de dicho rey, diez años después de la invasión y conquista de Navarra por Fernando el Católico (1512).

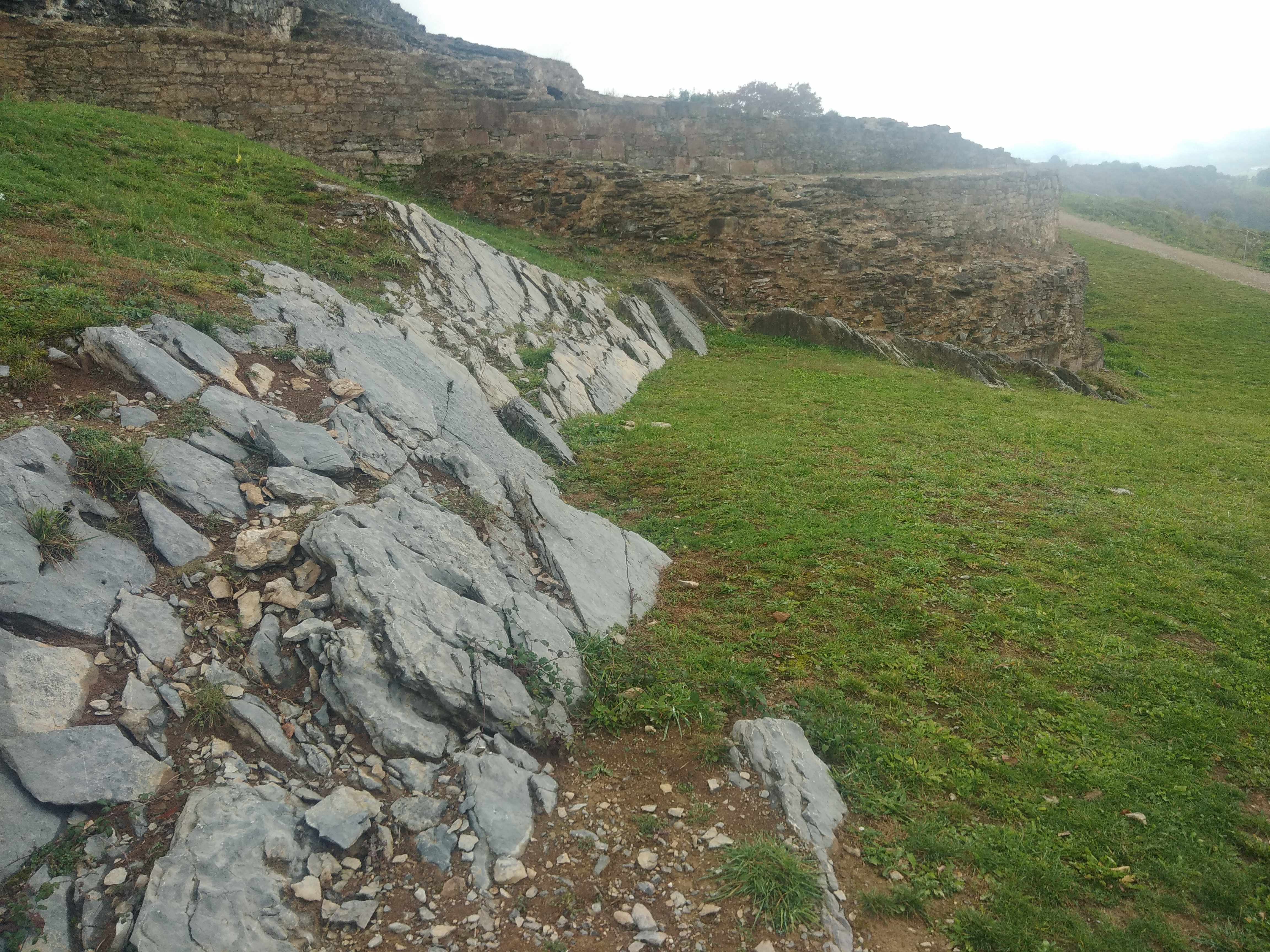
En segundo plano aparecen los restos de un cubo de artillería

Después de la derrota en la batalla de Noáin (30 de junio de 1521), los navarros fieles al rey Enrique II de Navarra se refugiaron al otro lado de los Pirineos, en la Baja Navarra).
El 29 de septiembre de 1521, Guillermo Gouffier, Almirante de Francia, en una intervención de hostigamiento, que se ha de situar en el contexto de la lucha entre Francia y España, sitió, bombardeó y finalmente ocupó la fortaleza de Maya el 3 de octubre, cuya defensa encomendó a una guarnición franco-navarra al mando de Jaime Vélaz de Medrano.
A principios de julio de 1522, el virrey de Navarra, representante del Carlos I de España, Francisco de Zúñiga Avellaneda y Velasco, conde de Miranda del Castañar, emprende una campaña para recuperar la fortaleza en la que participan mayoritariamente navarros beamonteses, colaboracionistas durante la conquista del reino. 
Las tropas del virrey están formadas por 1.500 infantes castellanos, 600 jinetes tanto ligeros como pesados, también castellanos, y unos 2.500 milicianos navarros, en su mayoría beaumonteses, además de 16 cañones servidos por medio centenar de artilleros. Por su parte, los agramonteses defensores del castillo sumarían un centenar.
El asedio de Maya comenzó el 13 de julio con el bloqueo de los caminos para impedir la llegada de refuerzos franco-agramonteses. Durante una semana, el castillo fue sometido a un intenso bombardeo y varios asaltos que fueron rechazados. Finalmente sucumbió después de que una mina volara el punto más fuerte de la fortificación, el llamado cubo mayor. Se inició una negociación que culminó con la rendición el día 19 y el compromiso de que los vencedores respetarían la vida de todos los vencidos.
Los prisioneros navarros fueron trasladados a Pamplona. Los siete más destacados, entre los que se encontraban el alcaide Jaime Vélaz de Medrano, su hijo y los señores de Sada, Echarren y Javier (este último era hermano de san Francisco Javier), fueron encerrados en la castillo de la ciudad, y los restantes, que sumaban 43, en el palacio del obispo. A finales de agosto, apareció muerto en su prisión el capitán Vélaz y, según la tradición, también su hijo. Sobre este suceso Monteano sugiere: "El hecho de que la muerte de Vélaz de Medrano se produzca estando ausente [en Castilla] el virrey e importantes mando militares españoles y, lo que es más sospechoso aún, durante el gobierno de los Beaumont [en Navarra] apuntaría a una posible venganza beaumontesa".
Los restantes prisioneros, salvo tres (que fueron enviados al castillo de Atienza) fueron liberados tras ser amnistiados, pagar un rescate o ser desterrados. En cuanto a los prisioneros franceses, fueron puestos en libertad después de pagar su rescate, según la práctica militar de la época.
Ante la posibilidad de que la fortaleza volviera a ser ocupada por los agramonteses, aunque tras el asedio había quedado prácticamente arruinada, el virrey ordenó su voladura lo cual tuvo lugar el 12 de agosto tras hacer estallar cinco minas.
En el ejército que asedió Maya no participaron milicias alavesas, guipuzcoanas y vizcaínas, que en ese momento estaban más ocupadas en defender su propio suelo frente a las amenazas francesas. Sin embargo, en la anterior batalla de Noáin, las milicias vizcaínas y guipuzcoanas, reclutadas mediante leva por la Corona de Castilla, jugaron un papel importante, así como en el resto de la acciones de la conquista de Navarra. De hecho, en el ejército del duque de Alba, que tomó Navarra el año 1512, los soldados vascongados fueron uno de los contingentes principales.

## Monumentos conmemorativos

### Obelisco

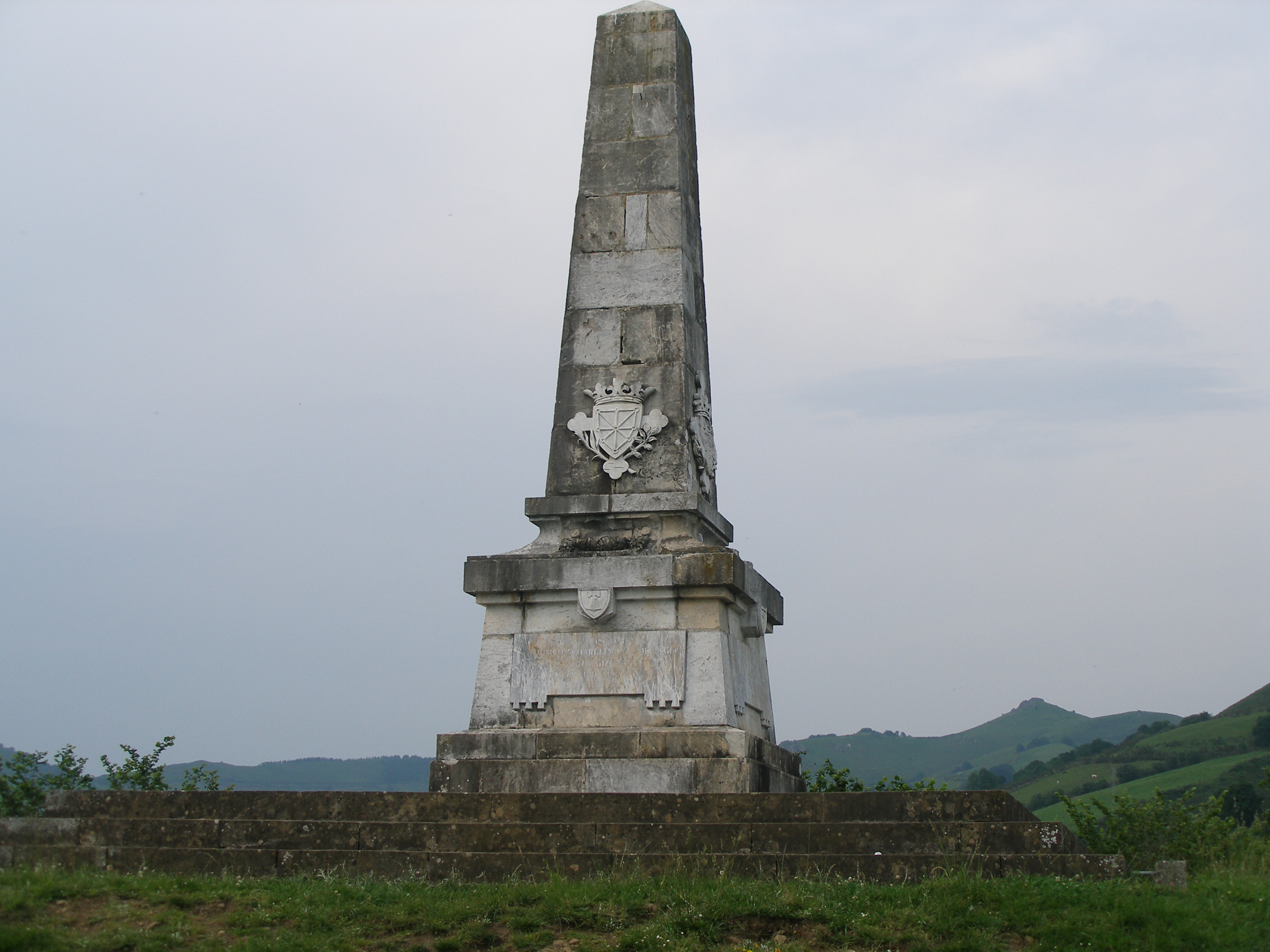
Obelisco en recuerdo a los defensores de la independencia de Navarra (1921)

El 30 de junio de 1922 se inauguró un monumento en el lugar donde se alzaba el castillo de Maya, en el punto exacto donde se situaba el torreón principal, en recuerdo a los navarros que lo defendieron, y que fue encargado al arquitecto Serapio Esparza. En él figuran las siguientes inscripciones conmemorativas; el primer texto está repetido también en euskera:

A los hombres que en el Castillo de Maya pelearon en pro de la independencia de Navarra, luz perpetua. 1522.

1522 Juan de Orbara, abad de Urdax. Jaime Vélaz de Medrano, alcalde del Castillo de Maya. Miguel de Jasso, señor de Xavier. Luis Vélaz de Medrano. Juan de Jasso. Víctor de Mauleón. Juan de Aguerre, de Echalar. 1922.

Navarra agradecida a los postreros defensores de la independencia de Navarra. 1522-1922.

En el centro de cada una de las cuatro caras contiene los siguientes escudos: el de la villa de Maya, el de Álava, el de Guipúzcoa (antes de la retirada de los cañones) y el de Vizcaya. También, en dos de los frentes, otros dos escudos de mayor tamaño: el de Navarra y otro formado por las seis merindades (Pamplona, Olite, Estella, Sangüesa, Tudela y la de Ultrapuertos) labrados en mármol blanco de Almandoz.
Víctor Pradera fue uno de los opositores al monumento, afirmando que el partido partido agramontés, en el que se reconocía el nacionalismo vasco, había sido el bando «traidor», y que la unidad nacional española era connatural a Navarra, maximalizando los casos de Sancho Garcés III El Mayor (1004-1035) y del príncipe de Viana, e incidiendo en la foralidad y españolidad intrínseca de Navarra.
En defensa de los actos conmemorativos salieron académicos como José María Azcona Díaz de Rada y Julio Altadill y políticos como Manuel Aranzadi (nacionalista) e Ignacio Baleztena, Jesús Etayo y el conde de Rodezno (jaimistas). De los tres jaimistas citados, el primero sostuvo que los defensores de "Amayur" simplemente defendían la patria que hasta entonces habían conocido, el segundo comparó la nobleza y lealtad del partido agramontés a la de los jaimistas, y el tercero criticó «el absurdo, tan condenado por Menéndez Pelayo, de juzgar con criterio actual actuaciones de hace cuatro centurias».
Este monumento fue volado en la noche del 26 al 27 de julio de 1931 con dinamita. En esos meses, los ayuntamientos de Navarra estaban debatiendo el Estatuto de Estella, con un apoyo inicial unánime a la realización de un estatuto conjunto de Navarra con Álava, Guipúzcoa y Vizcaya (véase Posición de los municipios navarros en participar en el Estatuto de Estella).
El monumento fue reconstruido y reinaugurado el 10 de octubre de 1982, por iniciativa de la villa, con apoyo de las diputaciones de Navarra, Álava, Guipúzcoa, Vizcaya y del Gobierno Vasco. Se recuperaron las piedras diseminadas por la ladera que eran válidas, y el resto se labró en el taller de cantería de Olite.
En la actualidad, el castillo de Maya es un símbolo de aquellos navarros que reclaman la recuperación de la soberanía por parte de Navarra.

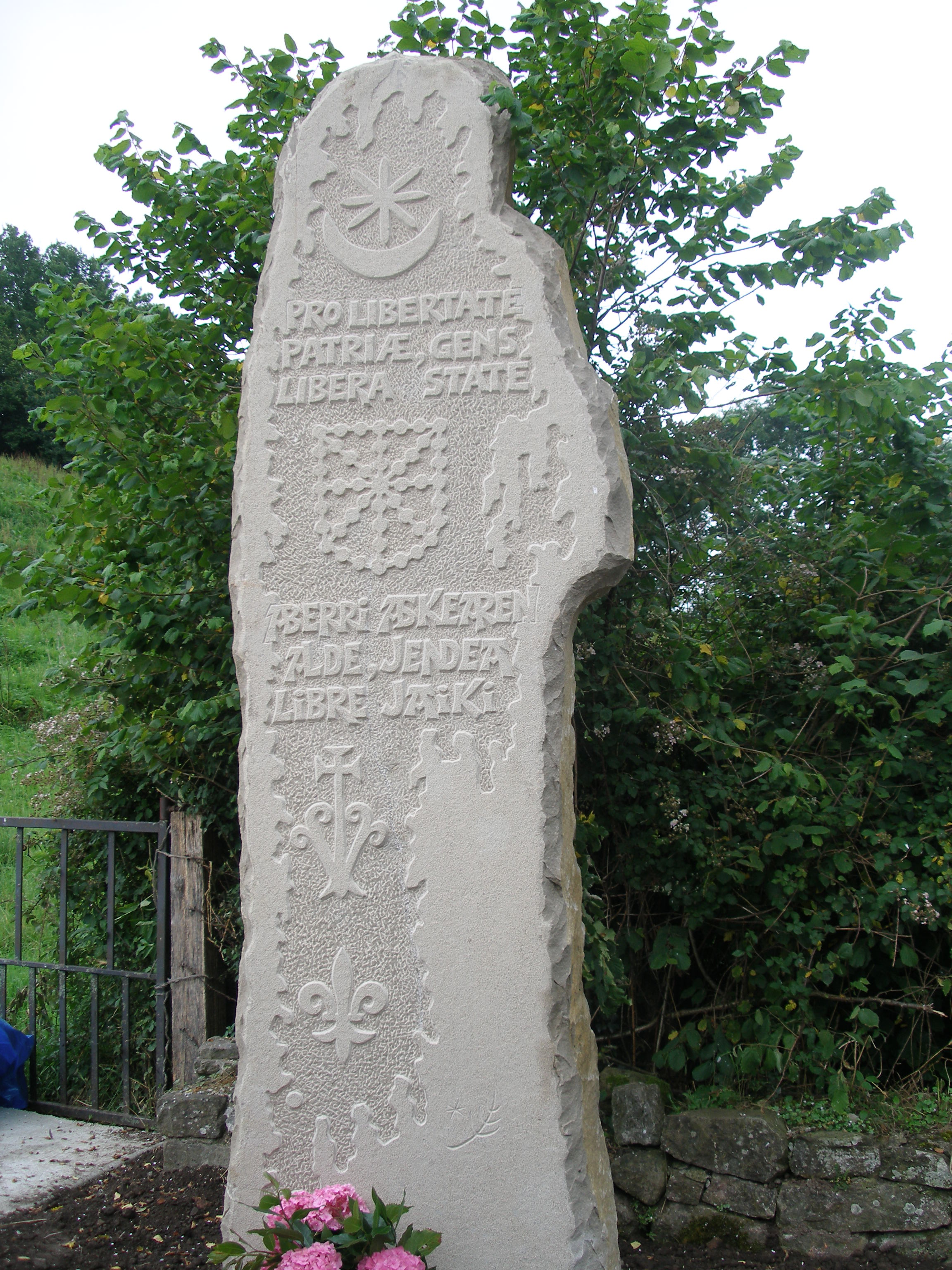
Monumento al "Resistente Desconocido"

### Monolito
Al pie del monte Gaztelua, donde se encontraba el castillo, se inauguró el 21 de julio de 2007 un monumento al "Resistente Desconocido", realizado por Pello Iraizoz. Está tallado en la piedra rojiza del Baztán, y en ella está inscrito el lema Pro libertate patriae, gens libera state ("De pie la gente libre a favor de la libertad de la patria"), de los infanzones de Obanos, y que también figura en euskera. En la parte superior del mismo está el carbunclo (figura estrellada), simbología de arte popular que fue origen del escudo de Navarra y que utilizó Teobaldo I de Navarra[cita requerida]. Más abajo, se halla este símbolo al que se le añadieron unos dibujos esféricos en sus brazos, que en siglos posteriores se convirtieron en cadenas. En la parte inferior aparecen imágenes relacionadas con los distintos soberanos navarros y que han figurado en la numismática navarra.